# 京極伸
京極 しん（ ）是日本的插畫家。滋賀縣出身。
2005年時以日本成人遊戲的原畫和漫畫選集為主的活動作中心。同年『電擊G's magazine』的讀者参加型企劃「2/3 眼睛 nokiuukaisen」擔當人物設計．插畫（三次元部分）提拔，在連載後半成為的主要插畫家。
2008年進入電擊文庫『放課後百物語』（峰守ひろかず）、Fami通文庫『赤裸裸之戰』（花谷敏嗣）負責一系列輕小說的插圖。

## 主要作品

### 原畫
- 沒有暑熱的放課後（ROLL）
- 部活規格（F&C、一部）
- 紅色Canvas系列 粉紅色 〜弗米利恩螺旋〜（F&C、一部）
- シックスガ〜ル（ARiKO System）

### 插畫
小説
- 放課後百物語（峰守ひろかず・著、電撃文庫）
- 赤裸裸之戰（花谷敏嗣・著、Fami通文庫）
- もて?モテ!（長野聖樹・著、MF文庫J）
- 強襲魔女2（南房秀久・著、角川Sneaker文庫）

讀者参加企劃
- 2/3 眼睛 nokiuukaisen（電撃G's magazine連載）

### 漫畫
- 強襲魔女 -與妳相繫之空-（娘TYPE連載）

## 外部連結
- INFINITY DRIVE （页面存档备份，存于）（日語）